# أدولفو غونزاليس (كاهن كاثوليكي)
أدولفو غونزاليس (بالألمانية: Adolfo González Montes) (و. 1946  م) هو كاهن كاثوليكي إسباني، ولد في شلمنقة.

## مناصب
تولى منصب أسقف كاثوليكي (منذ 5 يوليو 1997)
- أسقف أبرشية [الإنجليزية]‏
- bishop of Almeria ‏
- Roman Catholic Bishop of Ávila  [لغات أخرى]‏
- أسقف أبرشية [الإنجليزية]‏

.

## التعليم
تعلم في جامعة سلامنكا، وتعلم في الجامعة البابوية في سلامنكا
.